# Siti Kamaluddin
Siti Kamaluddin, née le 1er décembre 1979 à Bandar Seri Begawan (Brunéi Darussalam), est une réalisatrice de Brunei.
Elle est réputée être la première femme réalisatrice de ce pays et est également considérée comme l'une des cinquante femmes les plus influentes de Brunei (en 2014). Elle a commencé sa carrière en tant que scénariste et animatrice de télévision avant de réaliser et de produire des émissions de télévision.

## Filmographie

### Au cinéma
- 2014 : Yasmine

## Récompenses et distinctions
Festival international du film fantastique de Neuchâtel :
- 2014 : Festival international du film fantastique de Neuchâtel : Meilleur film asiatique pour Yasmine (2014), partagé avec Man-Ching Chan